# Dimasalang
Dimasalang ist eine philippinische Stadtgemeinde in der Provinz Masbate. Sie hat 26.192 Einwohner (Zensus 1. August 2015).

## Baranggays
Dimasalang ist politisch in 20 Baranggays unterteilt.
| - Balantay - Balocawe - Banahao - Buenaflor - Buracan - Cabanoyoan - Cabrera | - Cadulan - Calabad - Canomay - Divisoria - Gaid - Gregorio Alino (Pia-ong) - Magcaraguit | - Mambog - Poblacion - Rizal - San Vicente - Suba - T.R. Yangco (Yanco) |